# Jaime Lannister

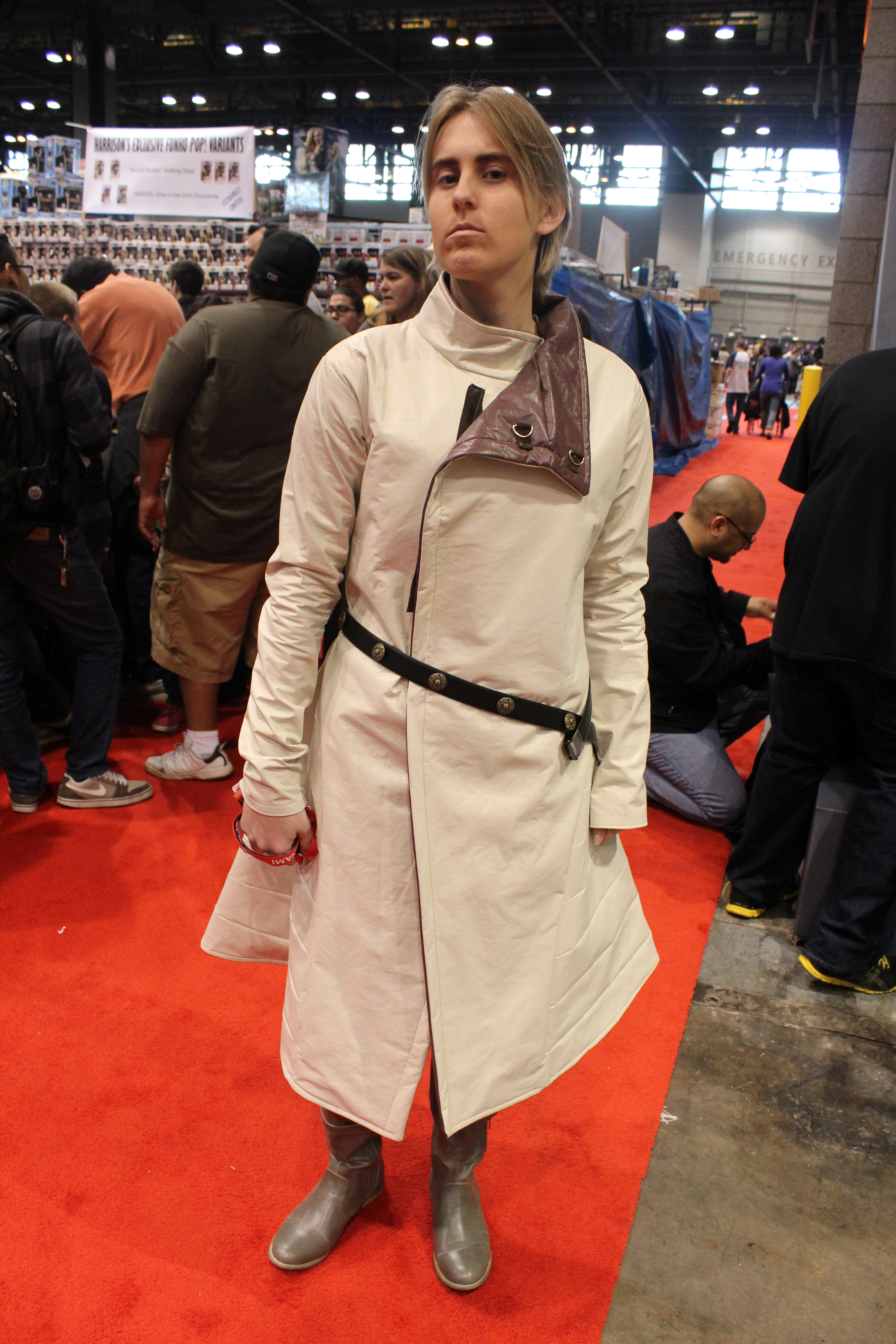
En cosplayer klädd som Jamie Lannister.

Jaime Lannister är en karaktär i bokserien Sagan om is och eld av George R.R. Martin och i TV-serien Game of Thrones, som baseras på böckerna.
Jaime, som introducerades i Kampen om järntronen (1996), är en riddare av Kungsvakten och en medlem av Huset Lannister, den rikaste och en av de mäktigaste familjerna i kungariket Västeros. Han är den äldre sonen till Tywin Lannister och bror till både hans tvillingsyster, Cersei, med vilken han har ett långvarigt incestuöst förhållande, och sin bror Tyrion. Även om Jaime först verkar vara samvetslös och omoralisk, visar han sig senare vara mycket mer komplex, hederlig och sympatisk. Hans långa och komplexa karaktärsutveckling har berömts av fans och kritiker av både romanerna och TV-serien.
Jaime framställs av skådespelaren Nikolaj Coster-Waldau i HBO-serien Game of Thrones, för vilken han har fått uppskattning från kritiker.

## TV-anpassning
Jaime framställs av skådespelaren Nikolaj Coster-Waldau i HBO-anpassningen Game of Thrones. Hans rollbesättning meddelades den 20 augusti 2009.
Under de första tre säsongerna har serien övergått Jaime från en uppenbar skurk till en slags antihjälte. Eric Dodds från Time skrev att Jaime hade blivit "en komplex, bisarr sympatisk karaktär".
Matt Fowler från IGN skrev att Jaimes äventyr med Brienne var "säsongens bästa historia" under säsong 3, bortsett från det röda bröllopet.
Jaimes uppenbara våldtäkt av Cersei i fjärde säsongsavsnittet "Breaker of Chains" skapade kontrovers bland fans och journalister, som diskuterade seriens framställning av sexuellt våld mot kvinnor samt Jaimes karaktärsutveckling. Serieskaparna kommenterade aldrig vad deras avsikt med scenen faktiskt var.
I romanen Svärdets makt är samlaget mellan Jaime och Cersei i motsvarande scen ömsesidig. Dodds noterade att avsnittet "ohjälpligt förändrar hur vi ser Jaime Lannister".